# Glaire
 Glaire  es una población y comuna francesa, en la región de Champaña-Ardenas, departamento de Ardenas, en el distrito de Sedan y cantón de Sedan-Nord.

## Demografía
| 669 | 688 | 656 | 943 | 993 | 935 |
| Para los censos de 1962 a 1999 la población legal corresponde a la población sin duplicidades (Fuente: INSEE [Consultar]) |     |     |     |     |     |